# Policiori, Buzău
Policiori este un sat în comuna Scorțoasa din județul Buzău, Muntenia, România. Se află în centrul județului, în depresiunea Policiori din Subcarpații de Curbură.
Satul Policiori a fost multă vreme reședința comunei, care i-a purtat numele. În secolul al XX-lea, însă, reședința comunei a fost transferată la Scorțoasa, și comuna a preluat și ea numele noii reședințe.